# Griburius lecontii
Griburius lecontii är en skalbaggsart som beskrevs av George Robert Crotch 1873. Griburius lecontii ingår i släktet Griburius och familjen bladbaggar. Inga underarter finns listade i Catalogue of Life.